# Carl Bonde
Carl Gustaf Bonde (28 de abril de 1872-13 de junio de 1957) fue un jinete sueco que compitió en la modalidad de doma.
Participó en dos Juegos Olímpicos de Verano en los años 1912 y 1928, obteniendo dos medallas, oro en Estocolmo 1912 y plata en Ámsterdam 1928.

## Palmarés internacional
| Juegos Olímpicos | Juegos Olímpicos         | Juegos Olímpicos | Juegos Olímpicos |
| Año              | Lugar                    | Medalla          | Categoría        |
| ---------------- | ------------------------ | ---------------- | ---------------- |
| 1912             | Estocolmo (Suecia)       | Medalla de oro   | Individual       |
| 1928             | Ámsterdam (Países Bajos) | Medalla de plata | Por equipos      |